# Pseudophoxinus maeandri
Pseudophoxinus maeandri är en fiskart som först beskrevs av Ladiges, 1960.  Pseudophoxinus maeandri ingår i släktet Pseudophoxinus och familjen karpfiskar. IUCN kategoriserar arten globalt som otillräckligt studerad. Inga underarter finns listade i Catalogue of Life.